# هيلو: ريتش
هيلو: ريتش هي لعبة التصويب من منظور الشخص الأول من تطوير استوديو بنجي ومن نشر استوديوهات مايكروسوفت للألعاب حصرياً على جهاز إكس بوكس 360، حيث ستصدر اللعبة لكافة أرجاء العالم في الرابع عشرة من سبتمبر 2010.
اللعبة تجري أحداثها في عام 2552, عندما تعلق البشرية في حرب ضد مخلوقات Covenant الفضائية. اللاعبين سيقومون بالتحكم بشخصية Noble 6, أحد الجنود الخارقين في فرقة Noble، خلال الحرب على كوكب ريتش.
اللعبة تم الكشف عنها لأول مرة في معرض E3 2009, ريتش أيضا سبق صدورها إصدار نسخة تجريبة «بيتا» من طور اللعب الجماعي لكل من قام بشراء لعبة هيلو 3: أو دي إس تي، وذلك للحصول على انطباعات اللاعبين وملاحظاتهم لإصلاح الثغرات وتعديل بعض جوانب طريقة اللعب قبل موعد الصدور النهائي.

## طريقة اللعب
هيلو: ريتش هي لعبة التصويب من منظور الشخص الأول. اللاعبين سيقومون بتحكم بشخصية Noble 6، أحد الجنود الخارقين في قوات UNSC في معركته التي يخوضها ضد جماعة من الفضائيين تعرف باسم Covenant.
في هيلو 3 كان بإمكان اللاعبين من جمع واستخدام أياً من المعدات المنتشرة داخل اللعبة والتي توفر للاعب وبشكل مؤقت عدد من القدرات الدافعية والهجومية والتي تفيده في القتال. هذا النظام تم استبداله في ريتش بنظام قدرات الدروع، والتي تعطي الخيار للاعبين باختيار أحد القدرات قبل بدأ المباراة واستخدامها بشكل دائم طيلة هذه المباراة حيث تتميز هذه القدرات بقابليتها للشحن والاستخدام أكثر من مرة. ضمن هذه القدرات الجديدة خاصية الهولوغرام، وهي قدرة تسمح لللاعب من توليد نسخة مشابه له في الشكل بهدف تضليل الأعداء، بجانب ذلك تتواجد قدرة Sprint وهي تسمح للاعب من العدو السريع لبعض الوقت، وJetpack والتي تسمح لللاعب بالطيران في الجو، وActive Camo والتي تسمح باللاعب بالبقاء متخفياً، وقدرة Armor lock والتي تجعل اللاعب منيعاً ضد الطلقات ولكن في مقابل خسارتك القدرة على التحرك.
أيضا كما في لعبة هيلو: أو دي إس تي، تم الاستغناء عن إمكانية إطلاق النار من سلاحيين إثنين في نفس الوقت. بالإضافة لإجراء بعض التعديلات على عدد من الأسلحة المعروفة في سلسلة هيلو، تم في ريتش إضافة عدد من الأسلحة الجديدة ذات الاستخدامات القتالية المختلفة في ميادين القتال.
الفورج، أداة تحرير الخرائط والذي ظهر لأول مرة في هيلو 3 ، تم تحديث العديد من أدواتها في ريتش، حيث أصبح بالإمكان، بالإضافة لوضع المجسمات فوق بعضها، إدخالها بعضها في الأخر لصنع مجسمات جديدة أو دمجها في البيئة المحيطة، أيضا أصبح بالإمكان تغير إحداثيات المجسمات ودرجة ميلانها بشكل أسهل. ولهذا الغرض قامت بنجي بصنع خريطة ضخمة تعرف بعالم فورج، حيث ستكون منصة للمصممين لتصميم العديد من الخرائط الصغيرة.

### اللعب الجماعي
ريتش ستوفر دعماً للعب الجماعي التنافسي عن طريق إكس بوكس لايف وربط الأجهزة وتقسيم الشاشة. اللعبة تحتوي أيضا على "Loadouts"، وهو خيار يسمح للاعبين من اجتيا أسلحتهم وقدارات الدروع المفضلة قبل الدخول بالقتال. أيضا خيار التصويت تم تحسينه، حيث بإمكان اللاعبين اختيار نوع الخريطة ونمط اللعب المناسب لهم من عدة خيارات مختلفة. ولأجل إعطاء طور اللعب الجماعي المزيد من العمق، سيتم مكافئة اللاعبين الآن بعدد من النقاط بعد كل مباراة، حيث بإمكانهم من إنفاقها على شراء دروع ذات أشكال مختلف. اللاعبين بإمكانهم أيضا اختيار جنس المقاتل إما ذكر أو أنثى، حيث يظهر أثر هذا الاختيار واضحاً من خلال تصميم الشخصية وصوت التي تصدرها.
بالإضافة لأطوار اللعب الجماعية المعروفة كـ مباراة الموت وKing of the Hill ،ريتش تحتوي على أطوار لعب جديدة على السلسلة. ففي "Headhunter" (صائد الرؤوس)، سيسقط اللاعب عن موته عدداً من الجماجم، وهو ما يسمح لبقية اللاعبين من التقاطها والذهاب بها إلى مناطق معينة في الخريطة وإيداعها للحصول على النقاط. ولكن إذا مات اللاعب قبل الوصول لهذه النقاط، فإن جميع الجماجم والتي قام بجمعها ستسقط لتكون متاح للجمع من قبل بقية اللاعبين.أما في طور "Stockpile" سيكون على مختلف الفرق السباق فيما بينها لجمع عدد من الأعلام المحابدة، والحفاظ عليها وصولاً لنقطة التجميع للحصول على النقاط. أما طور "Generator Defense" (الدفاع عن الموّلد) فيتكون من فريقين من ثلاث لاعبين، حيث سيكون على فريق Elites تدمير ثلاث مولدات كهربائية، بينما على فريق Spartans الدفاع عن هذه المولدات. حيث وبعد كل جولة يستبدل لاعبي الفريقين أدوارهم. أما في "Invasion" (الغزو) وهو طور 6 لاعبين-ضد-6 حيث سيتكون كل فريق من ثلاث فرق كل فرقة مكونة من لاعبين، فكرة الطور تتطلب من فريق Spartans من التزام الدفاع طيلة المباراة في حيث سيكون على فريق Elites غزو ثلاثة أهداف المحددة تتحكم بالدروع المنتشرة في الخريطة وإلغاء تفعيلها للسماح بفتح المزيد من المناطق في الخريطة تحتوي على أهداف إضافة جديدة، حيث خيارات الأسلحة في loadout تتغير وإمكانية استخدام المركبات تصبح متاحة مع استمرارية المباراة.
بالإضافة لذلك تحتوي اللعب على طور جماعي تعاوني يعرف باسم "Firefight"، هو نسخة مشابه لنفس الطور الذي ظهر في لعبة هيلو 3: أو دي إس تي، حيث سيكون على اللاعب مواجهة موجات متلاحقة من الأعداء مع تزايد مطرد في الصعوبة كلما استمرت المباراة بهدف الاستمرار لطول وقت ممكن وجمع أكبر عدد من النقاط. حيث ستتوفر عدد من الخيارات للتعديل تتضمن اختيار نوع وكمية الأعداء.

## ملخص

### خلفية القصة
ريتش تقع أحداثها في عالم ذي خيال علمي مستقبلي بالتحديد في عام 2552، حيث تسبق وقائع هذه القصة بقليل الأحداث التي جرت في الجزء الأول من السلسلة هيلو: كومبات إفولفد. حيث تستعد البشرية، متمثلة بقيادة الأمم المتحدة للفضاء UNSC شن حرب طويل ضد مجموعة من الأجناس الفضائية تعرف باسم Covenant بعدما تسببت في فناء عدد كبير من المستعمرات البشرية في الفضاء. أما كلمة ريتش فهي تشير لكوكب شبيه بالأرض يحتوي على المقر الرئيسي لقوات UNSC، بالإضافة 770 مليون بشري يسكن فيه.

### الشخصيات
اللعبة تتكلم عن قصة فريق Noble، وهي وحدة عمليات متخصصة في قوات UNSC تحتوي على عدد من الجنود الخارقين يعرفون باسم Spartans. حيث سيكون على اللاعبين أخذ دور جندي جديد في هذا الفريق يعرف باسم Noble 6. قائد هذه الفريق Carter-A259 بجانب مساعدة الثانية Kat-B320، هم الباقيين الوحيدين من الفريق الأصلي. أما باقي أعضاء الفريق الجديد فهم Jorge-052 وEmile-A239 وJun-A266 .

## روابط خارجية
- هيلو: ريتش على موقع IMDb (الإنجليزية)